# Santa María Yolotepec
Santa María Yolotepec es una cabecera municipal de Oaxaca. Yolotepec significa “cerro del corazón”, proviene de los vocablos Yolltl-“corazón”, Tepetl-“cerro” y c-“en”.  La construcción del templo y la edificación de la parroquia fue en 1576, de esta misma fecha son los títulos de sus terrenos dados por el gobierno colonial. En 1576 fue designado Santa María Yolotepec cabecera municipal por el gobierno colonial. 
Santa María Yolotepec se encuentra a una latitud norte de 17° 53’, con una longitud oeste de 97° 30’, a una altitud de 1,960 m s. n. m.  Su distancia a la capital del Estado es de 235 km.